# Nycteola canoides
Nycteola canoides är en fjärilsart som beskrevs av Holloway 1979. Nycteola canoides ingår i släktet Nycteola och familjen trågspinnare. Inga underarter finns listade i Catalogue of Life.